# Storia di New York

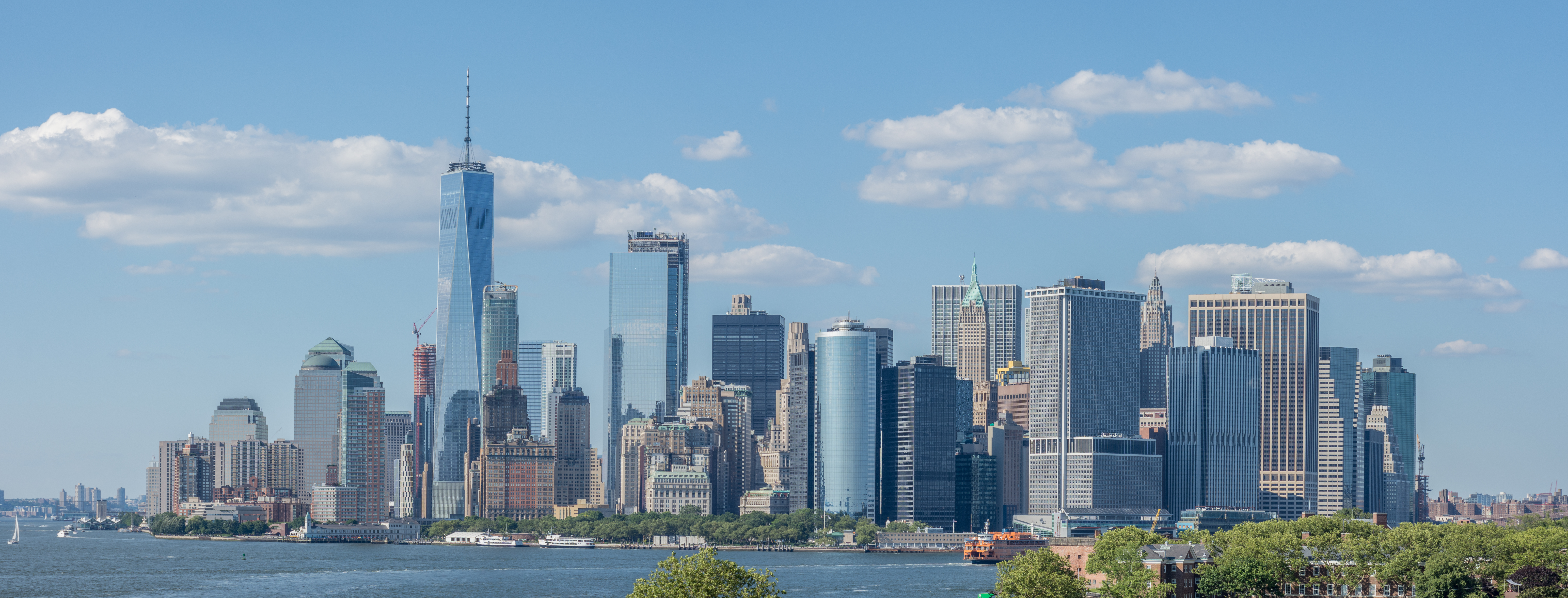
Manhattan, oggi centro della città di New York.

La storia di New York ebbe inizio con l'arrivo degli europei in un già preesistente sito di nativi americani, con un primo sbarco nel 1524 presso la upper Bay da parte di Giovanni da Verrazzano, navigatore italiano al soldo del Re di Francia.

## Prima dell'insediamento europeo
I primi abitanti dell'area oggi occupata dalla città furono i Lenape, dei nativi americani stanziati nella zona del basso corso del fiume Hudson che utilizzavano la zona (in particolare l'isola di Manhattan) come zona agricola, di caccia e di pesca, oltre che come area utilizzata per le sepolture.
Gli stessi Lenape erano suddivisi in altre etnie simili, gli unami, i munsee e i mohawk, o mohicani, tutti appartenenti alla famiglia algonchina, indigena dell'America Settentrionale.
La cultura Lenape sviluppò tecniche piuttosto avanzate di sfruttamento agricolo del territorio; praticavano la coltivazione con il metodo del taglia e brucia, oltre che dedicarsi assiduamente alla pesca e la raccolta dei molluschi. Si stima che, all'arrivo degli europei, circa 15.000 Lenape abitassero queste contrade, divisi in un'ottantina di insediamenti..
Gli indigeni chiamavano il posto, nella loro lingua algonchina, Ganono, che significava canneto, palude, mentre le tribù dei Mohicani chiamavano il fiume Muhluikunnetuk, ovvero fiume che scorre in due sensi, per via del rientro delle maree e delle correnti da parte dell'Oceano, mentre l'isola era chiamata Madanos o Manhattas, che voleva dire isola o isola collinosa, e da cui deriverebbe l'attuale nome di Manhattan.

## La colonizzazione europea

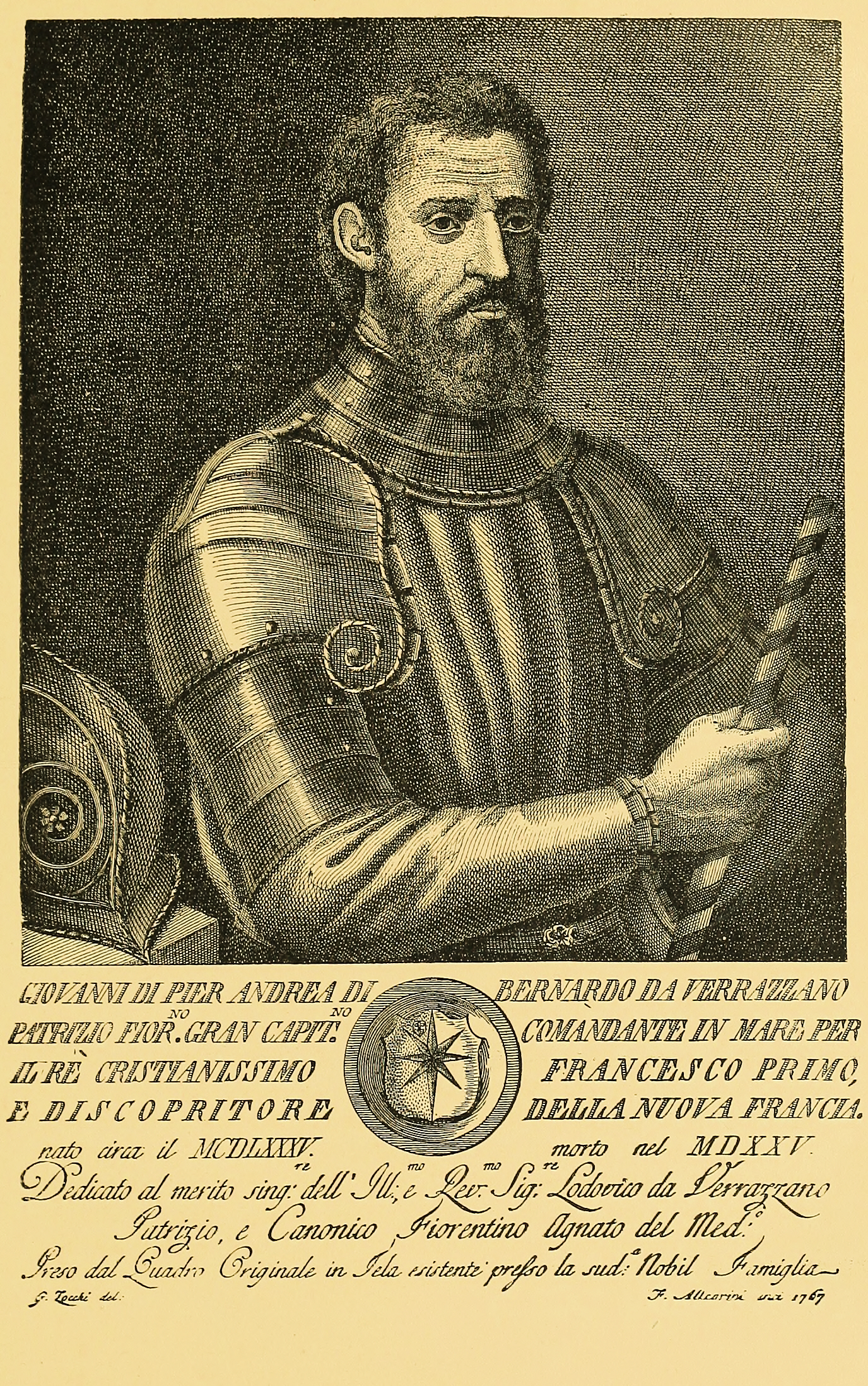
Giovanni da Verrazzano.

Furono proprio gli indigeni Lenape che incontrarono, a bordo delle loro canoe, il primo esploratore europeo ad entrare nella Upper Bay, l'italiano Giovanni da Verrazzano. Quest'ultimo infatti, aveva convinto la corona francese a finanziare una spedizione per esplorare le coste settentrionali del Nuovo Mondo. Si sostiene che lo sbarco avvenne esattamente il 17 aprile 1524, dopo circa un mese di navigazione lungo le coste orientali del Nord America. Entrando nella baia di New York col suo vascello Florentine, battezzò il sito col nome di Nouvelle-Angoulême, in onore dell'allora re di Francia Francesco I, che apparteneva appunto alla dinastia dei Valois-Angoulême, 
mentre il fiume, il futuro Hudson, fu inizialmente battezzato Vendôme, in onore della dinastia francese dei Borbone-Vendôme.
Fu lo stesso Verrazzano che descrisse il fiume fin dentro la baia, compresi gli indigeni che incontrò, ornati di piume di uccello e di carattere molto ospitale e allegro. Tuttavia, risalì soltanto per un brevissimo tratto nell'entroterra, battezzato come Terra Francesca, ma si ritiene che l'esploratore non abbia proseguito ulteriormente, ma abbia invece invertito la rotta all'altezza del luogo in cui attualmente sorge il ponte di Verrazzano, dove fece quindi vela di ritorno per l'Oceano Atlantico, per proseguire l'esplorazione verso l'attuale Nouvelle-Écosse (Nuova Scozia).

### L'arrivo olandese e Nuova Amsterdam

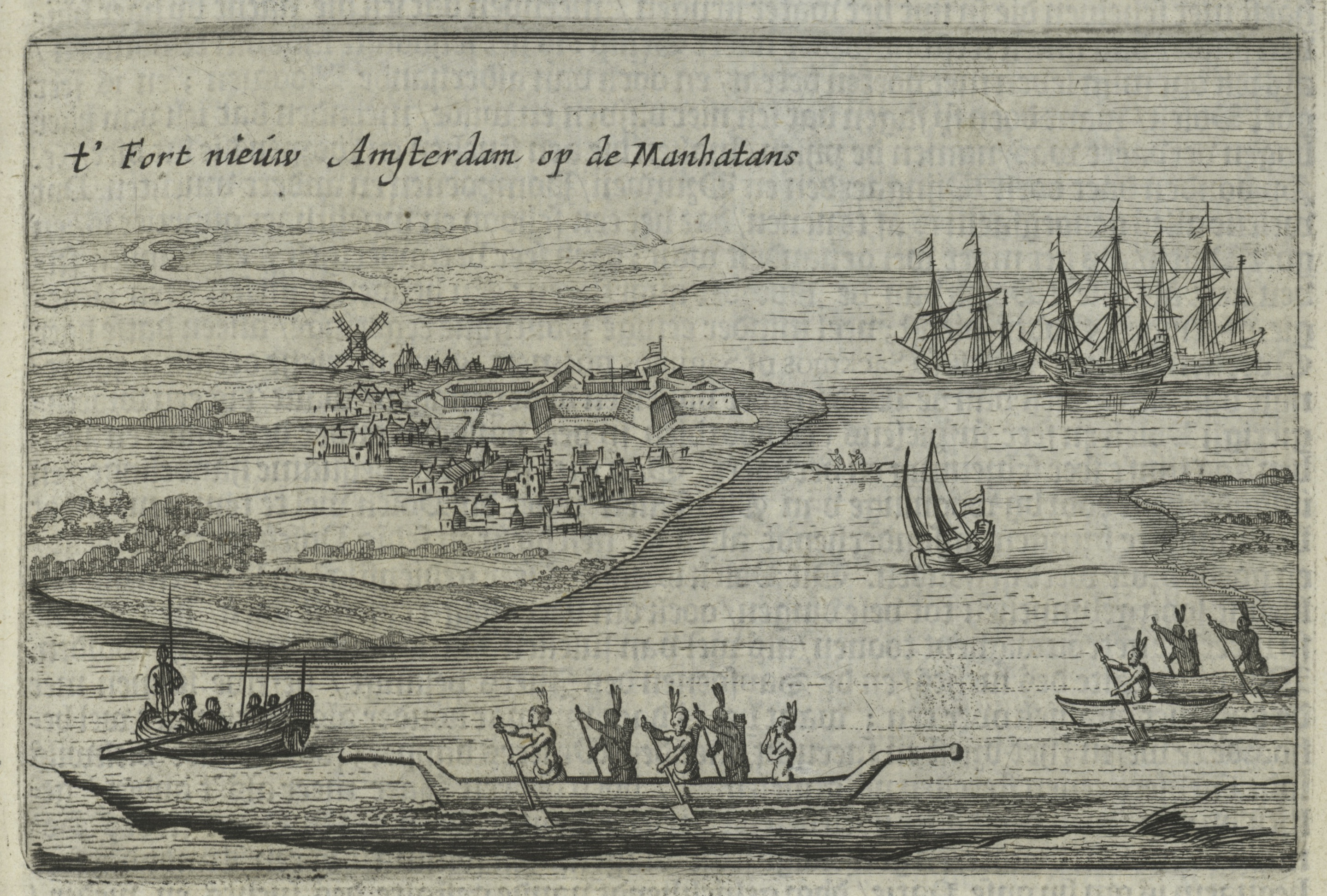
Fort Amsterdam nel 1626 circa.

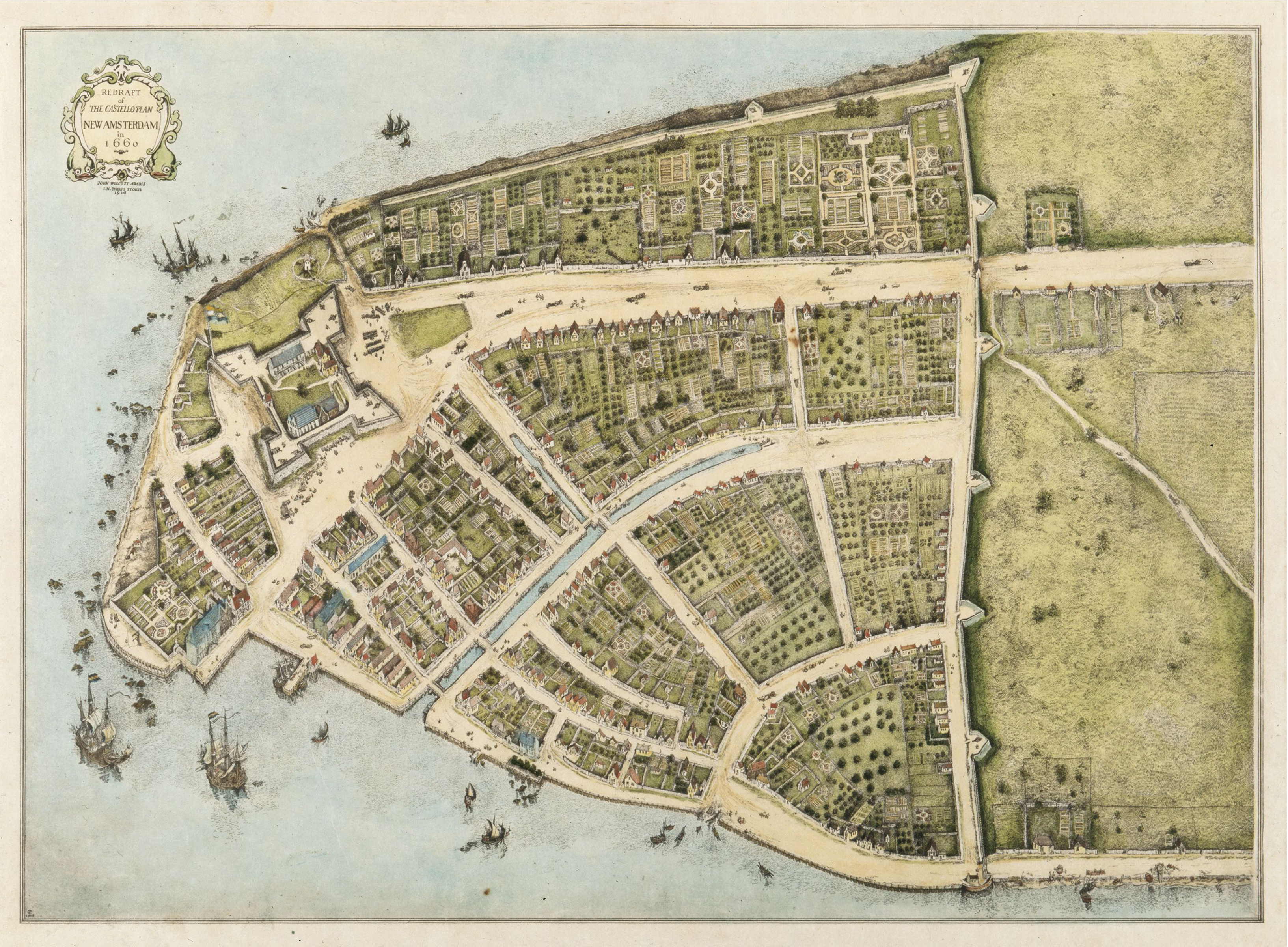
New Amsterdam nel 1660. Il nord è sulla destra.

La corona francese, interessata maggiormente a colonizzare le zone verso Terranova, tralasciò l'insediamento presso questo sito. Fu quindi soltanto quasi un secolo dopo, con il viaggio di Henry Hudson, un inglese al soldo della Compagnia olandese delle Indie occidentali, che l'area venne accuratamente esplorata.
La flotta di Hudson si stabilì nell'attuale isola di Manhattan nel settembre 1609, per poi proseguire lungo il corso inferiore del fiume, che oggi porta il suo nome, arrivando all'interno della regione fino al punto nel quale oggi sorge Albany, oggi capitale dell'intero Stato di New York ; qui gli olandesi, capitanati da Hendrick Christiaensen prima, e da Jacob Eelkens poi, trovando il preesistente avamposto francese del 1540 di Castle Island, vi costruirono un insediamento chiamato Fort Nassau (o Fort van Nassouwen), utilizzato come importante snodo di commercio delle pellicce, poi nuovamente ricostruito nel 1617 col nome di Fort Orange, fino alla zona oggi di lower Manhattan, all'estremità meridionale dell'omonima isola, a cui fu invece dato il nome di Fort Amsterdam. Il primo insediamento olandese quindi, iniziò nel 1613, dove fu decisivo l'intervento del mercante Adriaen Block, che fece ben quattro viaggi dall'Europa tra il 1611 e il 1614, proprio per negoziare i traffici commerciali con i Paesi Bassi. 

Il vero e proprio nucleo urbano della futura città invece iniziò nel 1624 col nome Nieuw Amsterdam, in inglese New Amsterdam, mentre l'intera zona fu battezzata Nieuw Nederland, o anche Nova Belgica (Nuovi Paesi Bassi), e l'attuale fiume Hudson fu chiamato Noordern Rivier (Fiume del Nord), poiché costituiva il confine settentrionale del territorio..
Nel 1626 poi, l'area dell'isola di Manhattan venne simbolicamente acquistata agli stessi indigeni, che di contratti ne sapevano ben poco, dall'allora governatore Peter Minuit, in cambio di perline, monili e attrezzi, del valore complessivo e irrisorio di circa cinquanta fiorini (oggi corrisponderebbero a circa mille dollari). In realtà, l'acquisto di quelle terre avrebbe dovuto soprattutto tutelare giuridicamente i Paesi Bassi da eventuali rivendicazioni di altri coloni, motivo per il quale il diritto civile olandese fu poi progressivamente adottato da vari governatori americani dell'epoca.
Nel 1638, fu nominato capo della colonia tal Willem Kieft, che cinque anni più tardi (1643) rimarrà coinvolto nella cosiddetta guerra di Kieft, una serie di conflitti con alcuni Lenape che volevano riivendicare i loro territori, ma che furono eliminati nel 1645.
Nel 1643 invece, la cittadina fu governata dall'olandese Peter Stuyvesant, che iniziò una grande opera di sviluppo infrastrutturale e di servizi. Alla colonia venne quindi concesso l'autogoverno nel 1652 e un anno più tardi, il 2 febbraio 1653, alla ormai popolata cittadina di New Amsterdam venne concesso il titolo di città.

### Il dominio inglese e la rivoluzione

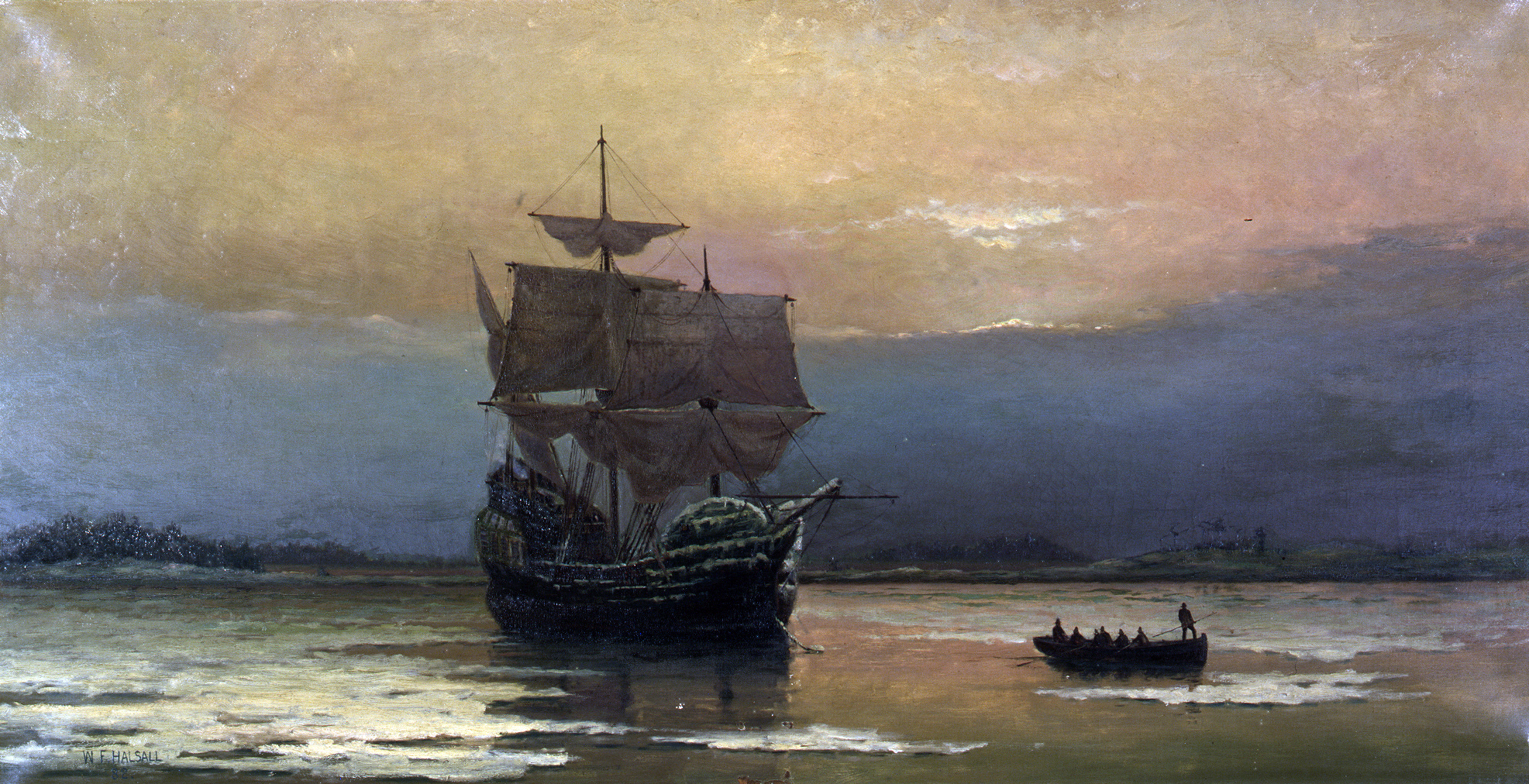
Il Mayflower raggiunge le coste americane

Dopo il 1652, tuttavia, il governatore olandese Stuyvesant impose forti tassazioni agli abitanti, cosicché quando la Corona di Carlo II d'Inghilterra inviò una flotta navale per insiediarsi nelle terre l’8 settembre 1664, questa fu accolta positivamente dalla popolazione.
Nel frattempo, i Padri pellegrini fuggiti dall'Inghilterra nel Nuovo Mondo già a partire dal
1620, per via delle cosiddette guerre di religione, si stanziarono nelle valli settentrionali del fiume Hudson, fondando la cosiddetta Colonia inglese della Virginia. Tuttavia, la loro nave, il Mayflower, riuscì soltanto a raggiungere Capo Cod (oggi entro i confini del Massachusetts) il 9 novembre del 1620, dopo aver navigato in mare aperto per oltre due mesi (circa 64 giorni). Per una serie di motivi diversi, il Mayflower non fu in grado di proseguire la sua rotta verso i territori già esplorati a sud, e così scelse di stabilirsi nei pressi di Cape Cod.
Nel 1664 la città di New Amsterdam fu ufficialmente di dominio inglese, pur avendo ancora una popolazione prettamente olandese e belga. Gli inglesi ribattezzarono la città col nome di New York, in onore di Giacomo II, Duca di York e Albany; gli olandesi riconquistarono brevemente la città nel 1673, questa volta ribattezzandola New Orange, prima di cedere definitivamente, nel novembre 1674, quando tutto il territorio dei Nuovi Paesi Bassi fu ceduto agli inglesi in cambio delle terre che oggi costituiscono il Suriname, tramite il Trattato di Westminster.
Mano a mano che la colonia di New York cresceva e prosperava, cresceva anche il desiderio di una maggiore autonomia dalla madrepatria. Nel contesto della Gloriosa Rivoluzione che stava interessando l'Inghilterra, Jacob Leisler guidò una serie di lotte che lo portarono ad avere il controllo effettivo della città e delle aree circostanti negli anni dal 1689 al 1691, prima del suo arresto e della sua esecuzione.
Durante il dominio inglese, nel XVIII secolo, New York crebbe in importanza come porto commerciale. La sua popolazione di origine europea aumentava rapidamente, mentre diminuiva la componente rappresentata dagli indigeni Lenape, il cui numero era sceso a circa 200 nel 1700 a causa di guerre ed epidemie.
Il XVIII secolo vide altresì un notevole avanzamento culturale della città: nel 1735, il processo a John Peter Zenger, editore e pubblicista tedesco, stabilì il principio della libertà di stampa in Nordamerica; nel 1754, per volere di re Giorgio II di Gran Bretagna venne fondato il King's College, che sarebbe divenuto la Columbia University (al giorno d'oggi, una delle più prestigiose università del mondo).

Nel 1741 la città fu interessata da una violenta ribellione degli schiavi, il cui sfruttamento e la cui tratta erano iniziati già nel 1626. Dopo una serie di incendi, in città si diffuse il panico di una ribellione di afroamericani che, in combutta con alcuni bianchi, intendevano dare alle fiamme la città. Nonostante si trattasse per la maggior parte di affermazione senza fondamento, quell'anno 101 neri e 4 bianchi furono incolpati di incendio doloso; i susseguenti processi portarono a 13 condanne al rogo e 22 condanne all'impiccagione. La rivolta del 1741 non fu la prima del suo genere: già nel 1712 una rivolta analoga era stata repressa con brutalità portando a numerose esecuzioni capitali.

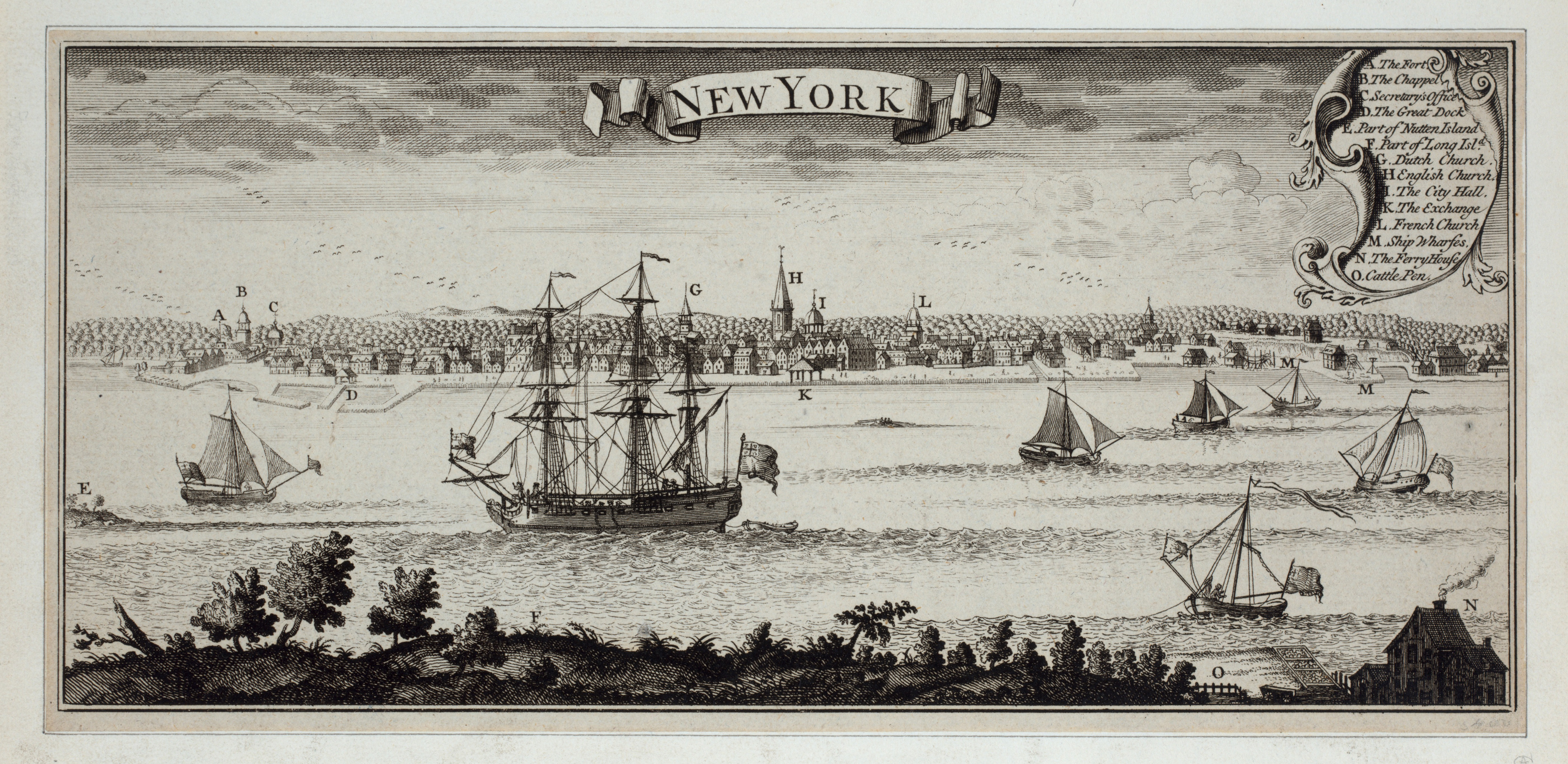
Vista della baia di New York intorno al 1727.

Nel 1765 il governo inglese promulgò lo Stamp Act, una legge per imporre il pagamento di un'imposta di bollo sul trasferimento di alcuni tipi di documenti; questa misura, unitamente ad altre, contribuì a mantenere attiva una certa forma di dissenso, particolarmente fra i cosiddetti sons of Liberty (Figli della Libertà), un'organizzazione segreta di patrioti che furono protagonisti di schermaglie con le truppe britanniche che stazionavano nella colonia. La promulgazione dello Stamp Act provocò la reazione delle colonie: nell'ottobre del 1765, i rappresentanti della maggior parte di esse si riunirono a New York per lo Stamp Act Congress, che risultò nella stesura di un documento nel quale veniva stabilito che l'atto era incostituzionale.
Nel 1775 iniziarono gli eventi della guerra d'indipendenza americana. Dopo la pesante sconfitta dell'Esercito continentale americano nella battaglia di Long Island, il suo comandante in capo George Washington si rifugiò a Manhattan, ma con la sconfitta nella battaglia di Fort Washington l'isola venne lasciata completamente in mano britannica. Nel 1776 New York venne pesantemente danneggiata da un incendio, la cui origine rimase sospetta. La città divenne il centro delle operazioni politiche e militari per i rimanenti anni di guerra e rifugio per i Lealisti, fedeli alla corona inglese; nella baia di Wallabout, una piccola baia lungo l'East River, le forze britanniche posizionarono delle navi utilizzate come prigioni, all'interno delle quali trovarono la morte più prigionieri inglesi di quanto ne fossero morti nel corso di tutte le battaglie combattute. Le vicende belliche cittadine ebbero termine il 25 novembre 1783, quando le ultime forze britanniche lasciarono la città.

## I primi decenni dopo l'indipendenza e il XIX secolo

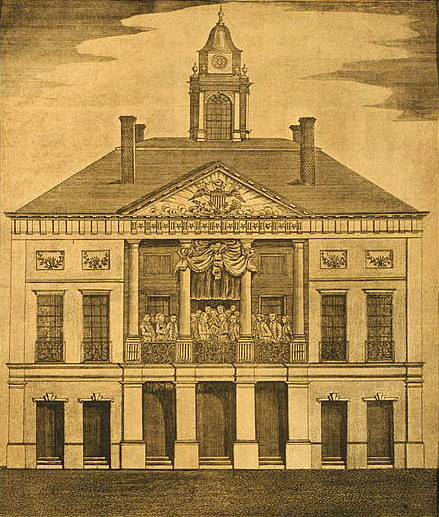
La Federal Hall nel 1790. Essa fu la prima sede del Congresso degli Stati Uniti.

Nel 1785, poco dopo la fine della guerra di indipendenza, la città divenne sede del Congresso della Confederazione; subito dopo la sua creazione, prevista dalla Costituzione, il Congresso degli Stati Uniti d'America ebbe come sede la Federal Hall, in Wall Street, a Manhattan. Poco distante, a partire dal 17 maggio 1792, fu eretta la sede centrale dell'intero mercato economico americano, quella che nel 1817 diventerà la storica Borse valori del mercato finanziario a livello mondiale, ovvero la New York Stock Exchange (NYSE, The Big Board) o, più semplicemente, Borsa di Wall Street.
Il 13 settembre 1788 New York inoltre, divenne la prima capitale degli Stati Uniti, ruolo che cedette nel 1790 a Philadelphia; sempre a New York venne eletto, il 30 aprile 1789, il primo presidente degli Stati Uniti, George Washington.
Nei primi decenni dell'XIX secolo, New York ebbe uno sviluppo geografico rapidissimo. L'approvazione del Commissioners' Plan, nel 1811, portò ad una prima forte espansione (con la città che cominciò a coincidere con l'intera isola di Manhattan), con la costruzione di una griglia stradale (che produsse il tessuto urbano regolare che caratterizza ancora oggi la città) con strade numerate a distanze fisse; nel 1825, l'apertura del Canale Erie mise in comunicazione diretta il porto di New York sull'Atlantico e il vastissimo retroterra agricolo della regione, fornendo ulteriori spunti per lo sviluppo commerciale di New York. L'immigrazione, diminuita a causa delle guerre in Europa, riprese con vigore. La città subì tuttavia, nel 1835, i gravi danni del Grande incendio di New York.
La grande carestia che colpì l'Irlanda negli anni tra il 1845 e il 1849 provocò un ingente flusso di immigranti irlandesi, tanto che questi, entro il 1850, costituirono addirittura il 25% circa della popolazione totale della città. Negli anni '40 e '50 dell'Ottocento vennero creati il dipartimento di polizia e il dipartimento per la gestione del sistema scolastico pubblico della città.

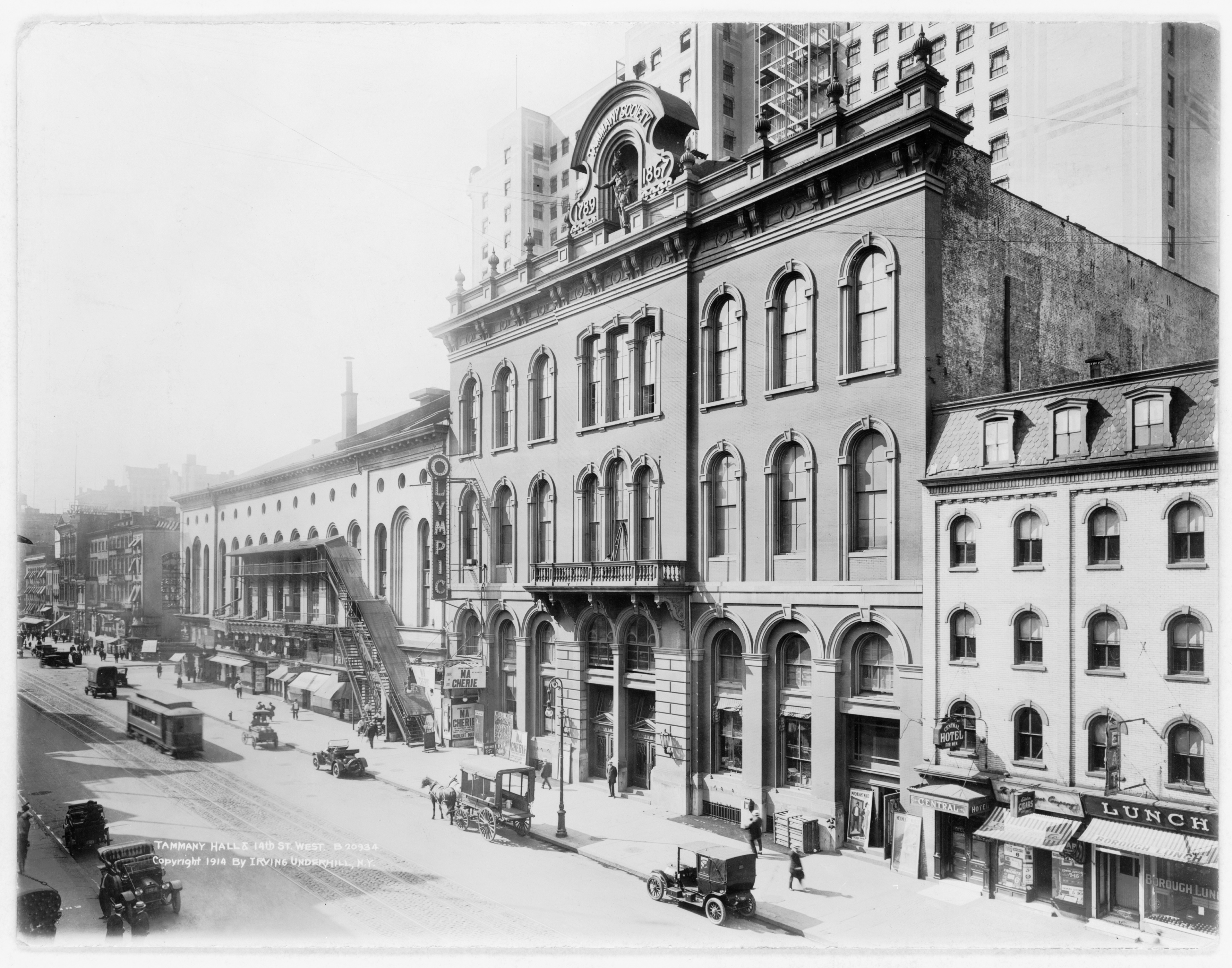
La Tammany Hall nel 1914.

La seconda metà del XIX secolo vide l'inizio dell'ascesa della Tammany Hall, un'organizzazione politica interna al Partito Democratico fondata alla fine del XVIII secolo (prendendo poi il nome dalla sua sede, per l'appunto la Tammany Hall, situata sulla East 14th Street) e che incrementò la propria influenza fornendo assistenza alle grandi masse di immigrati poveri, specialmente irlandesi, che arrivarono a New York. A partire dal 1855, con l'elezione a sindaco di Fernando Wood, la Tammany Hall acquisì sempre più potere all'interno della città mantenendolo fino alla metà del XX secolo.
Nel 1857 poi, la spinta di alcuni membri dell'aristocrazia mercantile cittadina portò alla progettazione di Central Park, un grande parco urbano di 341 ettari che sorge nella parte centrale di Manhattan; iniziato nel 1859 e completato nel 1873, divenne uno dei maggiori parchi urbani al mondo e uno dei simboli della città di New York.

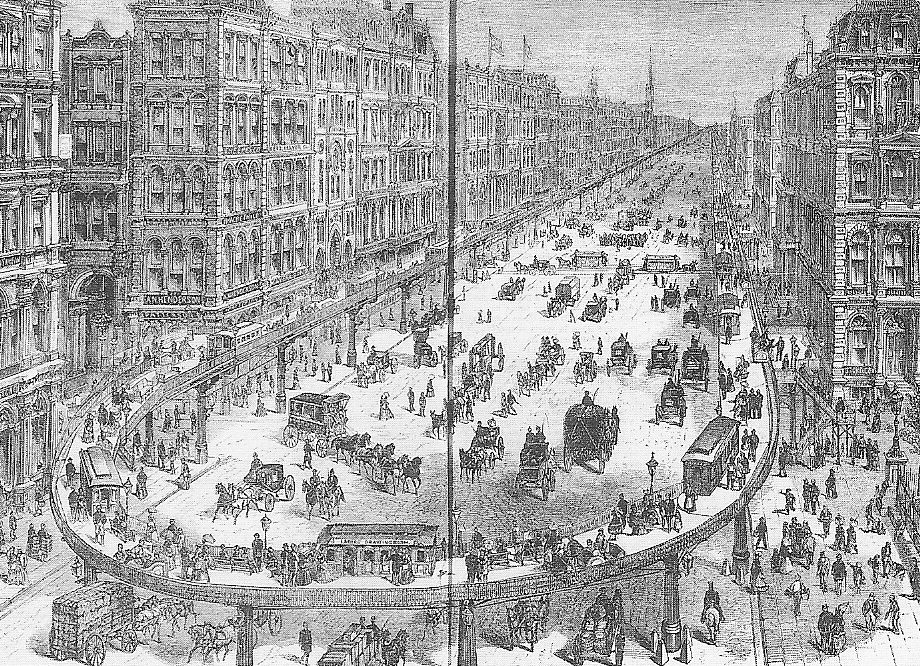
New York in una xilografia del 1876.

Durante la guerra civile, che contrappose gli Stati Uniti del nord e del sud fra il 1861 e il 1865, i forti legami commerciali con gli stati del sud, la sua crescente popolazione immigrata e il malcontento popolare per la coscrizione obbligatoria provocarono divisioni nella popolazione di New York; questo malcontento culminò con i disordini del 1863 la cui violenza indusse il presidente Abraham Lincoln ad inviare truppe di volontari e reggimenti di milizie armate. Terminata la guerra civile, il tasso di immigrazione dall'Europa crebbe rapidamente e New York divenne la prima meta di milioni di persone in cerca di fortuna negli Stati Uniti; questo suo ruolo di "porta di accesso" venne riconosciuto con la donazione da parte della Francia della Statua della Libertà, che venne inaugurata nel 1886.

## LaGreater New Yorke l'inizio del XX secolo
Nel 1898 venne formata la moderna città di New York, tramite l'accorpamento (consolidation) di Manhattan con la città, fino ad allora indipendente, di Brooklyn e con alcune aree esterne. Ogni forma di governo locale venne abolita e i loro poteri attribuiti al neonato organismo municipale, che venne chiamato Greater New York. Nel periodo fra il 1899 e il 1914 vennero create le cinque contee che oggi costituiscono la municipalità di New York (Kings, New York, Bronx, Queens e Richmond).

### I grattacieli e la Grande Mela

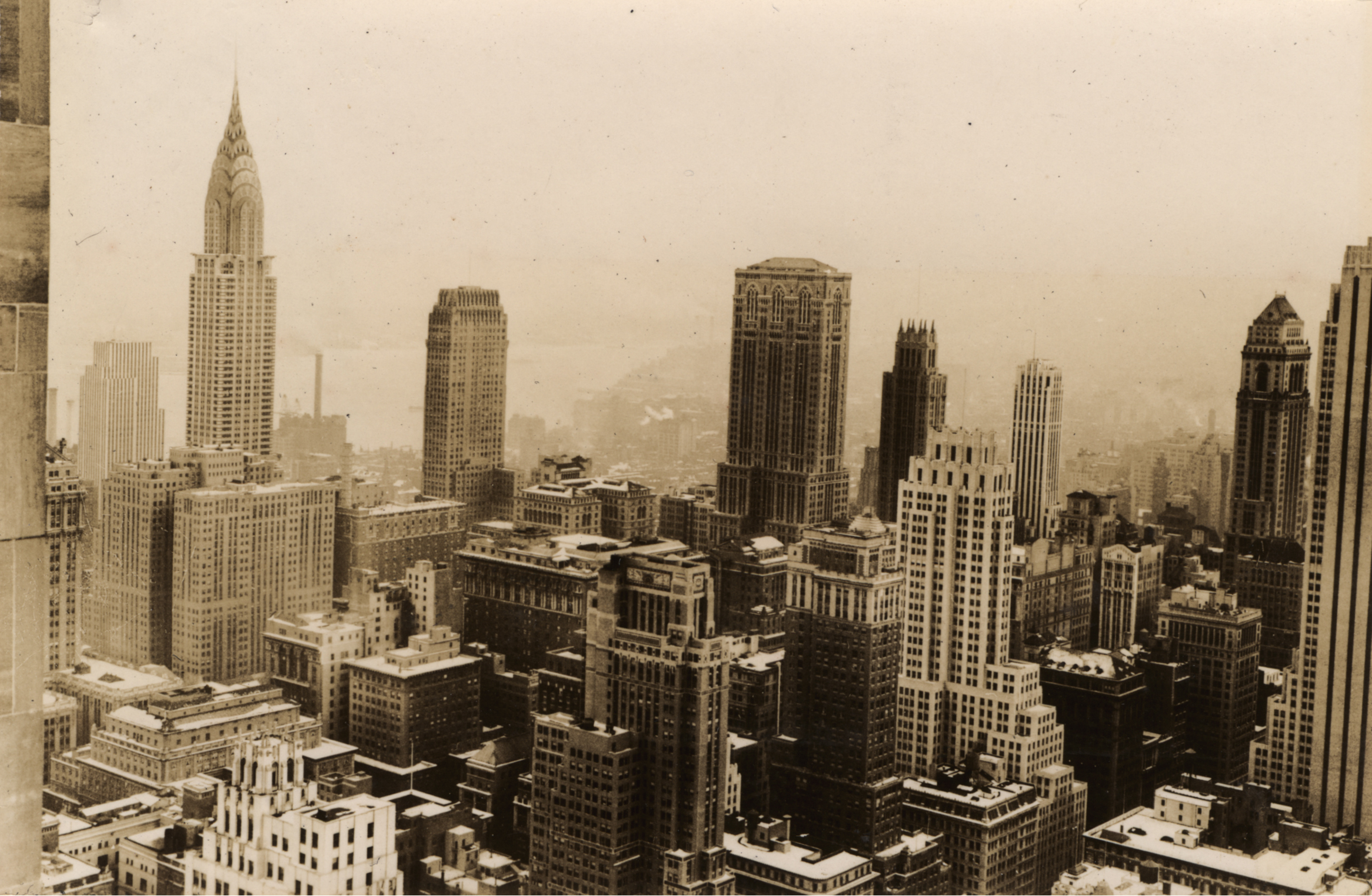
Manhattan vista dal Rockefeller Center, 1932.

L'ampliamento della città rese necessari consistenti investimenti per l'incremento della mobilità urbana fra i vari borough che vennero a costituirla: il ponte di Williamsburg venne costruito nel 1903, seguito pochi anni dopo, nel 1909, dal ponte di Manhattan; la metropolitana, inizialmente gestita dalla Interborough Rapid Transit Company, venne inaugurata nel 1904; nel 1913, invece, venne inaugurato il Grand Central Terminal, all'epoca una delle maggiori stazioni ferroviarie del mondo.
Nei primi decenni del XX secolo, New York accentuò ulteriormente il suo carattere di centro mondiale per la cultura, l'industria, l'economia e le comunicazioni. Addirittura, a partire dal 1925, divenne la città più popolata del mondo, sorpassando Londra. Capitale dello sviluppo economico, della società dei consumi e dei suoi frutti, per tali motivi la città fu anche soprannominata “The Big Apple” (“la Grande Mela”), un termine utilizzato per la prima volta nel 1909 dal giornalista Edward S. Martin, e poi ripreso nel 1921 dal redattore sportivo John J. Fitz Gerald.
La rapida espansione della città fu esibita anche attraverso la costruzione di numerosissimi grattacieli, la cui costruzione, iniziata nel 1911 con il Woolworth Building, proseguì nei decenni seguenti rendendo queste alte torri di vetro e cemento uno degli elementi caratteristici dello skyline del centro cittadino. L’Empire State Building in particolare, detenne il primato di grattacielo più alto del mondo dal 1931 al 1973, mentre agli inizi degli anni settanta furono completate le storiche Torri Gemelle.
Tuttavia, tutti questi rapidi cambiamenti portarono effetti negativi quali forti contrasti e disuguaglianze tra le classi sociali, con un conseguente incremento della povertà delle fasce deboli ed un forte aumento della criminalità organizzata, del racket dell’usura e dei traffici illegali, favorito anche dalla normativa proibizionistica di quegli anni. A tutto ciò si aggiunsero numerosi incidenti e altri fenomeni caotici, come, ad esempio, parecchi incendi. Ad esempio, nel giugno del 1904 più di mille persone, per la grande maggioranza immigrati tedeschi, perirono nell'incendio dell'imbarcazione a vapore General Slocum; nel marzo del 1911, nell'incendio di uno stabilimento tessile (la Triangle Shirtwaist Factory, a Greenwich Village) persero la vita 146 lavoratori. Queste tragedie ebbero come risultato un notevole miglioramento nell'organizzazione dei servizi antincendio, oltre che nella definizione di precise norme per la costruzione degli edifici e l'allestimento dei luoghi di lavoro.

### L'immigrazione

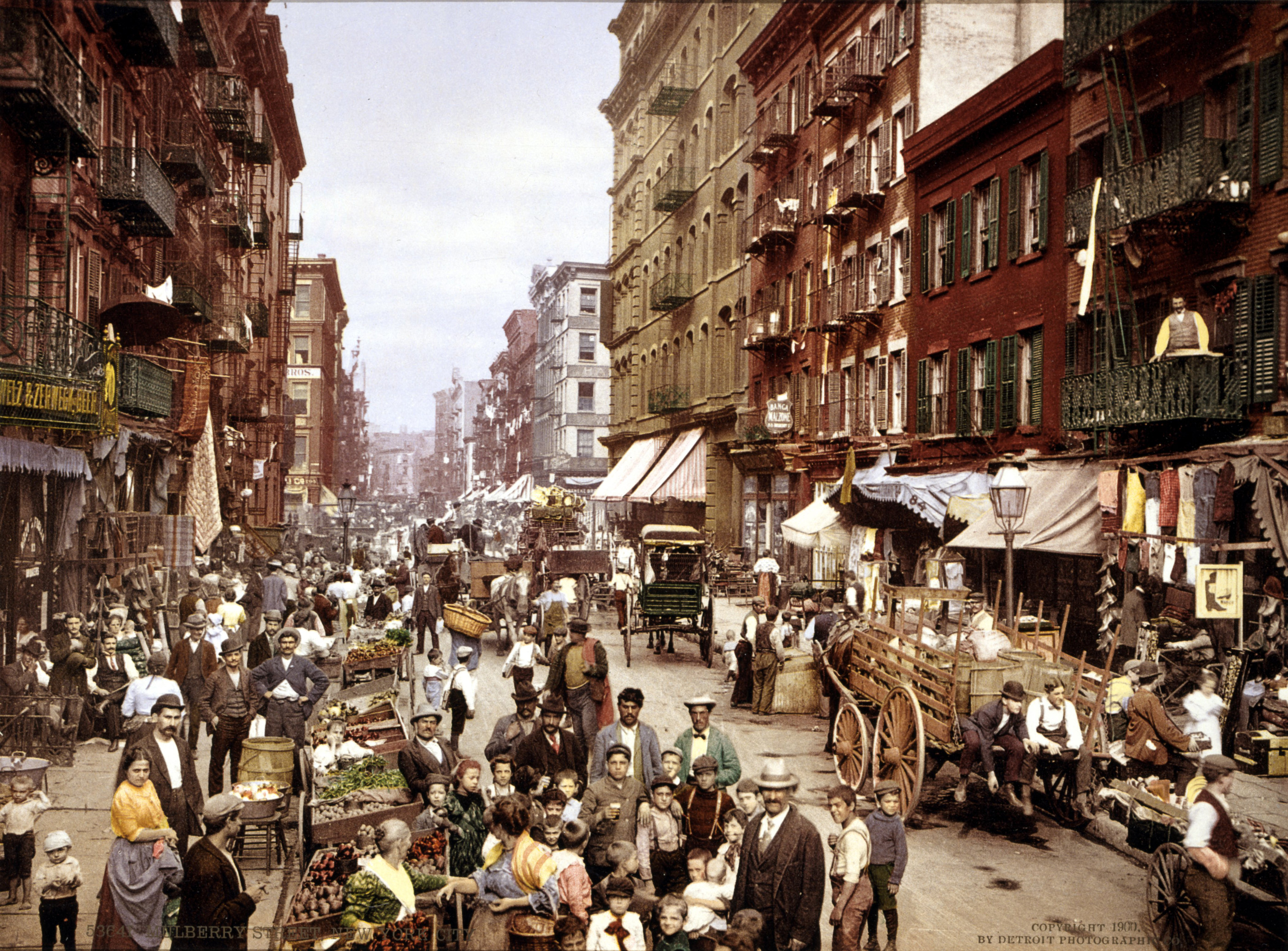
Un'immagine di Mulberry Street (Lower East Side), intorno al 1900.

Agli inizi del XX secolo inoltre, la città vide inoltre un forte afflusso di immigrati da altri continenti ed altri stati. Simboli storici di questo enorme flusso, soprattutto per gli europei, furono i grandi transatlantici che entravano nella baia, con la vista di Liberty Island e della famosa Statua della Libertà, divenuta ormai nota come tradizionale simbolo di speranze per un nuovo e prospero futuro. Gli immigrati approdavano quindi nel vicino isolotto di Ellis Island, dove erano situati gli uffici di registrazione anagrafica dei nuovi abitanti che via via, andavano a popolare i quartieri, andando così a far nascere dei veri e propri sobborghi etnici nello stesso tessuto urbano come, ad esempio, italiani a Little Italy, nella Lower Manhattan, cinesi a Chinatown, verso la Lower East Side, o ispano-americani a El Barrio, nella East Harlem.
Molto rilevante fu anche l'immigrazione interna, ovvero quella di molti afroamericani dagli Stati del sud diretta prevalentemente verso i quartieri di Bronx, Queens e Harlem, parte della grande migrazione afroamericana, quando più di un milione di neri lasciarono le loro dimore nel sud per andare a lavorare nelle città industriali. Questa parte di popolazione nera portò inoltre al cosiddetto  rinascimento di Harlem, un importante movimento artistico e culturale che sorse ad opera delle comunità afroamericane degli Stati Uniti che ebbe il suo centro propulsore nel quartiere omonimo.
L’immigrazione straniera in generale, andò incontro poi a un significativo rallentamento nei successivi decenni degli anni venti e trenta, a causa di tre importanti eventi: le conseguenze del coinvolgimento degli Stati Uniti d'America nella prima guerra mondiale, che ridusse i traffici commerciali su molte rotte estere, l'emanazione di alcuni atti legislativi volti a ridurre l'immigrazione, che fece contrarre le quote di persone di espatrio, quindi la grande depressione provocata dai crolli delle borse valori del 1929, che fece cessare bruscamente la richiesta di nuovi posti di lavoro. 

La popolazione cittadina, dopo molti anni di crescita tumultuosa, si stabilizzò intorno alla fine degli anni trenta; questa relativa "tranquillità" rese possibili alcuni importanti miglioramenti nelle condizioni di vita della maggior parte dei suoi abitanti. Le organizzazioni sindacali chiesero ed ottennero nuove protezioni e diritti per la classi lavoratrici, fino ad allora poco tutelate; durante il mandato di Fiorello La Guardia, sindaco repubblicano e riformatore eletto nel 1934, la città subì una significativa risistemazione: la rete infrastrutturale cittadina venne ridisegnata e ampliata, le aree verdi furono ingrandite e riorganizzate e molte aree precedentemente disagiate e malfamate vennero risanate, sotto la direzione di Robert Moses.
Questi anni videro inoltre la definitiva scomparsa della Tammany Hall, l'organizzazione politica del Partito Democratico che aveva pesantemente influito sulla vita politica newyorchese fin dalla metà dell''800.

## Il secondo dopoguerra

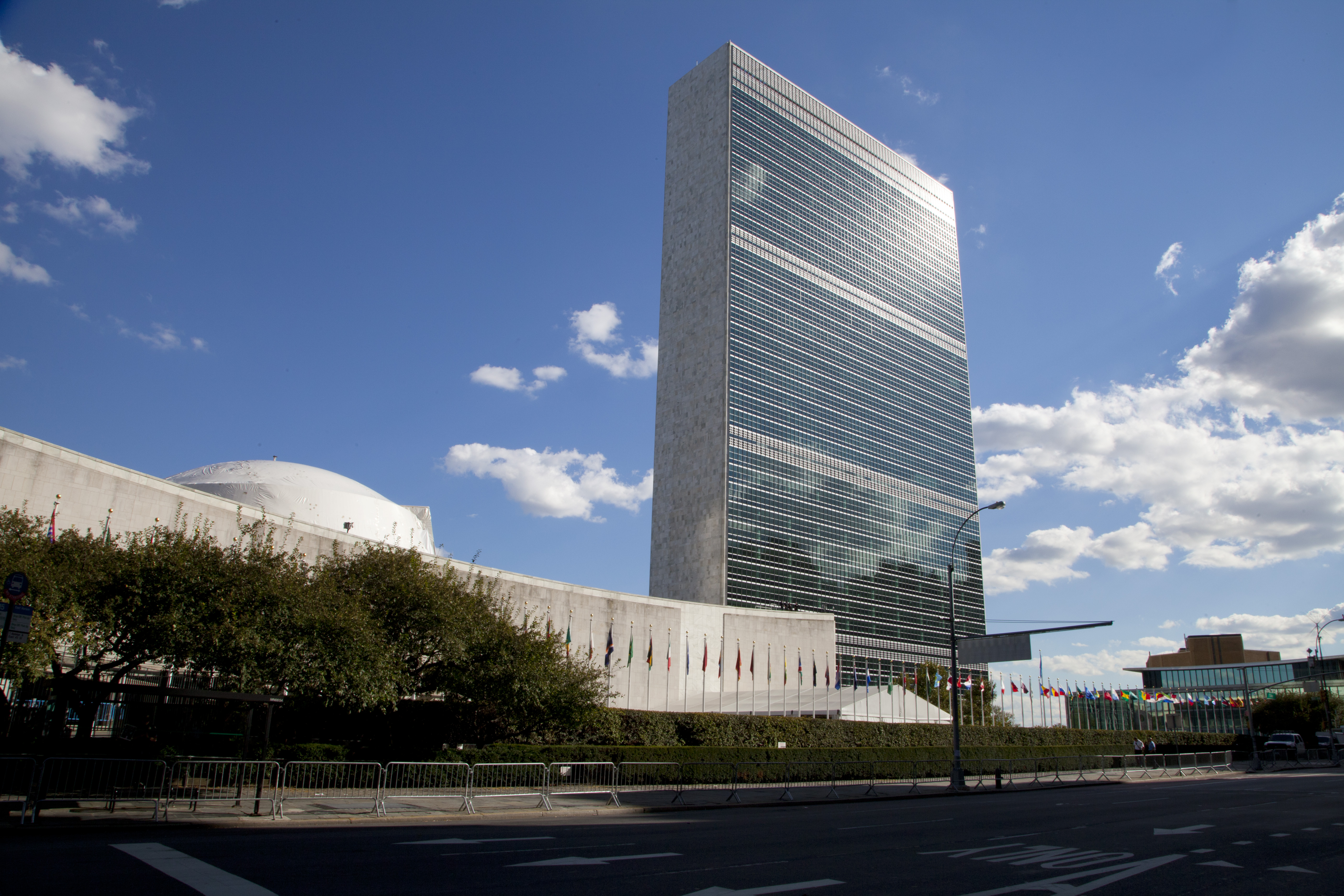
La sede dell'ONU, a Manhattan, uno dei simboli dell'importanza mondiale assunta dalla città di New York.

New York emerse dalla guerra come "capitale del mondo", con la borsa di Wall Street che guidava la crescita economica americana; l'ONU, nel 1951, spostò la sua sede dal quartiere di Flushing, nel Queens, a Manhattan. Il ritorno dei numerosissimi reduci di guerra e l'arrivo di nuove ondate di immigrati diedero fiato ad un nuovo sviluppo economico cittadino.
Negli anni sessanta la visione urbanistica di Robert Moses, vincente negli anni '30 e '40, cominciò a perdere attrattiva a favore delle visioni anti rinnovamento urbano di Jane Jacobs, esplicate nel suo Vita e morte delle grandi città. Saggio sulle metropoli americane, del 1961, nel quale venivano fortemente criticate le opere di riorganizzazione cittadina che portavano, a suo dire, alla costruzione di spazi urbani considerati "innaturali".
Il venerdì 27 giugno 1969 un'irruzione della polizia in un locale gay nel Greenwich Village, lo Stonewall Inn, scatenò una serie di violenti scontri fra i clienti del locale e poliziotti; questi scontri, passati alla storia con il nome di moti di Stonewall, vengono generalmente considerati simbolicamente il momento di nascita del movimento di liberazione gay moderno in tutto il mondo.
Come molte grandi città americane, a partire dagli anni '60 anche New York cominciò ad essere interessata da rivolte a sfondo razziale, guerre fra bande e declino industriale. Attivisti di strada e gruppi organizzati rappresentativi di minoranze come le Pantere nere (afroamericani) e gli Young Lords (portoricani) cominciarono lotte, a volte anche con metodi violenti, chiedendo maggiori servizi pubblici in zone povere e disagiate della città.
Dall'inizio degli anni settanta New York si era guadagnata la fama di città violenta, ostaggio del crimine e senza futuro. Nel 1975 la città arrivò molto vicino alla bancarotta, evitandola solo grazie ad un prestito federale e una ristrutturazione del debito da parte della Municipal Assistance Corporation; il consiglio comunale venne inoltre obbligato ad accettare una maggiore ingerenza da parte degli enti di controllo dello Stato di New York. Nel 1977, la città fu colpita da un imponente blackout, che portò a vari giorni di rivolte urbane, con risse e saccheggi; nello stesso anno, la città fu terrorizzata dalle gesta del serial killer David Berkowitz, conosciuto come son of Sam (il figlio di Sam), che portarono alla morte accertata di 6 persone.
Questi eventi segnarono il culmine della lunga fase di declino in cui si era infilata New York; lo scontento popolare risultò nell'elezione a sindaco (avvenuta nel 1978) di Ed Koch, che aveva promesso un radicale repulisti della città.

## Gli ultimi anni

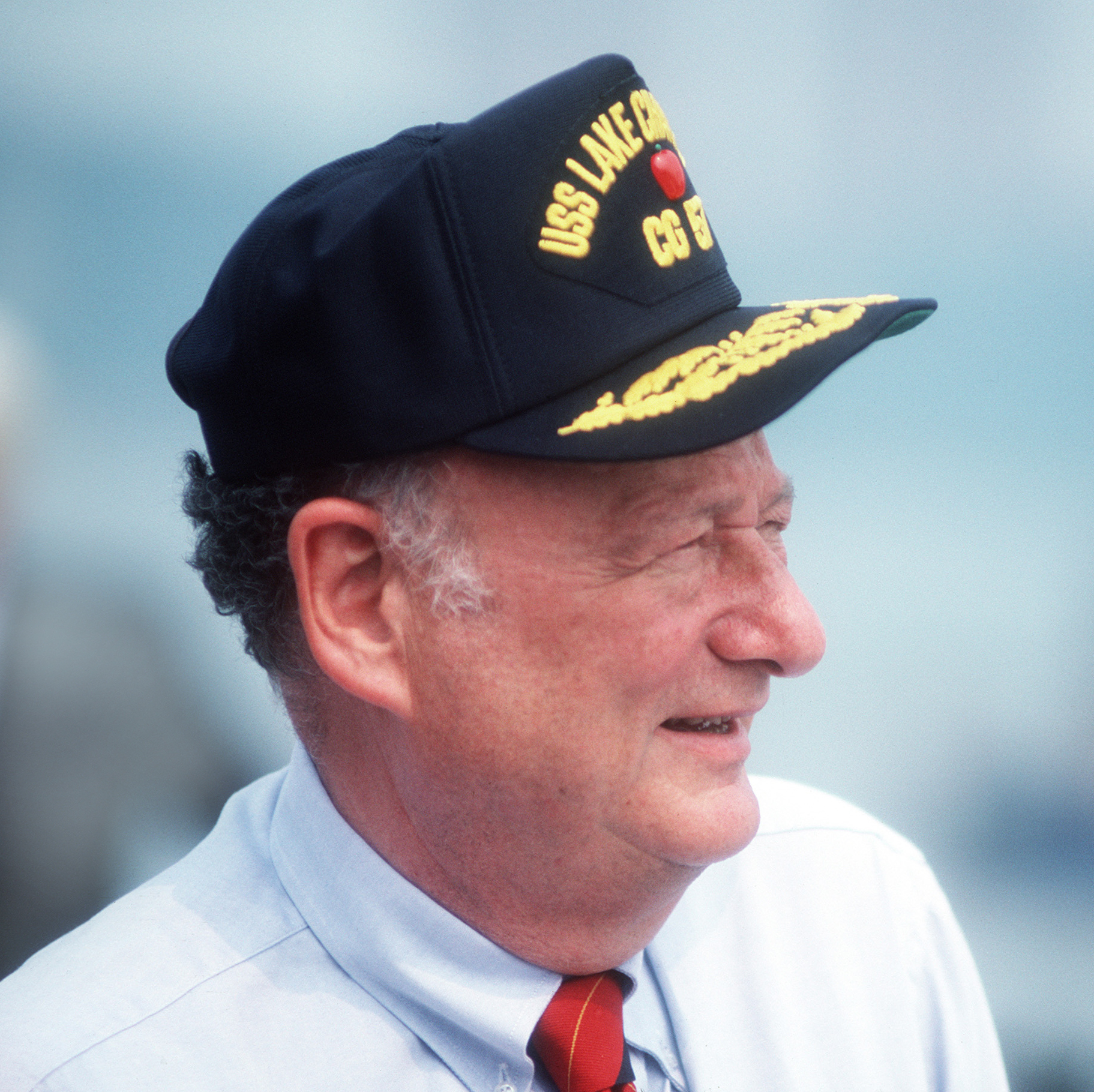
Ed Koch, sindaco di New York dal 1978 al 1989.

I tre mandati del sindaco Ed Koch, che mantenne la carica per tutti gli anni '80, videro una certa crescita della città, dopo il forte declino sofferto nei decenni precedenti. Il boom di Wall Street alimentava una certa speculazione immobiliare e la disoccupazione diminuì sensibilmente; la reputazione della città restava comunque quella di una città vittima del crimine e del disordine, che era in effetti una presenza comune nella vita dei suoi abitanti.
Gli anni '80 furono un decennio di frequenti tensioni razziali, con numerosi casi di reati violenti a sfondo razzista: fra i più efferati, si possono ricordare i casi di Willie Turks nel 1982, quello di Michael Griffith nel 1986, quello di Yusef Hawkins nel 1989 e, sempre nel 1989, il caso di Trisha Meili (nota come Central Park jogger). Sempre nello stesso decennio assunse nuova importanza il problema dei senzatetto; a partire dal 1986 vennero gradualmente eliminate alcune discriminazioni di cui avevano sofferto gli omosessuali newyorchesi, principalmente riguardo alle politiche abitative e del lavoro.
Nel 1989 Ed Koch, al suo terzo mandato consecutivo, perse le primarie del Partito Democratico a favore di David Dinkins, che nelle successive elezioni municipali sconfisse il candidato repubblicano Rudolph Giuliani diventando il primo sindaco afroamericano nella storia di New York. Durante i quattro anni della sua amministrazione il livello di criminalità cominciò a diminuire; tuttavia, nello stesso periodo le rivolte e gli scontri a sfondo razziale continuarono (ad esempio, i disordini di Crown Heights del 1991) e l'economia si mantenne piuttosto depressa (nel gennaio 1993 il tasso di disoccupazione cittadino raggiunse il più alto livello dopo la fine della Grande Depressione), tanto da portare ad un veloce calo della popolarità di Dinkins che, nel 1994, alla fine del primo mandato, perse le elezioni a favore di Rudolph Giuliani.

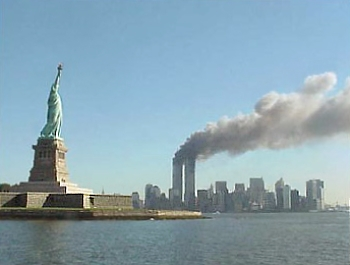
La Statua della Libertà e, sullo sfondo, le Torri Gemelle in fiamme subito dopo gli attentati dell'11 settembre.

Giuliani rimase al potere a New York per otto anni, dal 1994 alla fine del 2001. Durante questo periodo l'economia cittadina si riprese dalla crisi a ritmi piuttosto rapidi, seguendo l'andamento dell'economia sia nazionale che internazionale, accompagnata però dalla crescita e dallo scoppio della bolla della new economy, una bolla speculativa legata alla nascita e allo sviluppo di società legate a Internet. Il tratto più distintivo dell'operato di Giuliani come sindaco fu però quello di una lotta senza quartiere alla microcriminalità che continuava ad affliggere la metropoli newyorchese; alfiere della tolleranza zero, Giuliani ottenne una drastica diminuzione degli atti criminosi a prezzo però di frequenti frizioni con alcuni gruppi etnici della città, che accusavano la polizia di eccessiva brutalità.
Verso la fine dei due mandati dell'amministrazione Giuliani, l'11 settembre 2001 la città di New York venne colpita dagli attentati più violenti e sanguinosi della sua storia, quando due aerei, dirottati da alcuni terroristi legati all'organizzazione islamica Al-Qaida, si schiantarono su ciascuna delle due Torri Gemelle; l'attentato, che ebbe una possente risonanza in tutto il mondo, fece quasi 3.000 vittime e diede l'inizio ad una serie di violente reazioni americane contro gli Stati accusati di ospitare le basi operative dei terroristi. Un altro grave incidente aereo, due mesi più tardi, fece ripiombare New York nell'incubo del terrorismo, anche se poi venne accertato che le cause non erano da ricollegarsi ad atti terroristici.
Nessun evento particolarmente significativo ha interessato la città nei restanti anni del XXI secolo, che videro nel 2002 l'elezione a sindaco di Michael Bloomberg; la città in questi anni ha continuato a guadagnare popolazione, attestandosi a quasi 8,2 milioni di abitanti secondo i dati del censimento 2010. Fra gli eventi più significativi che hanno interessato la città in questo scorcio di XXI secolo sono il grande blackout del 2003, che ha interessato il nordest degli Stati Uniti, e la corsa alle Olimpiadi del 2012, in una competizione poi vinta dalla città di Londra. La sera del 29 ottobre 2012 New York venne colpita dall'uragano Sandy, che provocò inondazioni di strade, gallerie e numerose linee della metropolitana a Lower Manhattan e altre zone della città togliendo la fornitura di elettricità in molte sue parti e nei sobborghi.